# Ramssattel
Der Ramssattel ist ein Gebirgspass in der Buckligen Welt in Niederösterreich. Mit einer Scheitelhöhe von 824 m ü. A. verbindet er das Tal der Feistritz mit der Schwarza. Insgesamt führen fünf Straßen auf die Passhöhe.